# 日本女子大学附属豊明小学校
日本女子大学附属豊明小学校（にほんじょしだいがくふぞくほうめいしょうがっこう）は、東京都文京区目白台にある私立小学校。女子校である。

## 概要
日本女子大学の附属学校の一つで、児童は附属豊明幼稚園からの内部進学者と、入学試験合格者からなる。
創立当初は共学であったが、1918年に女子校に転換して今日にいたる。また、1958年に成績通知表を廃止したことも特徴的である。
豊明小学校の名称は、森村市左衛門による寄付を記念して、森村豊明会の名から命名されたものである。森村豊明会の名称は、森村市左衛門の弟・豊と長男・明六の名から命名されている。
また、現在の校地は、明治期に証券業者として巨富を築いた小布施新三郎邸跡にあたる。

## 教育
日本女子大学の学園共通の「三綱領」に基づいた教育目標を立てている。
- 一生懸命がんばる子
- 自分からすすんで行動する子
- みんなと力を合わせ協力する子

また、創立以来の伝統的な精神として「実物教育」や「自学自動」を掲げている。

## 服装
紺色のセーラー服。附属中学校と同形式だが、スカーフの色が違う。通学時は制帽を着用する。

## 著名な卒業生
- 一木美里（DJ、ファッションモデル、アーティスト、株式会社CiEl代表）
- 木村好珠（精神科医、産業医、スポーツメンタルアドバイザー、健康スポーツ医、『このみ こころとからだクリニック』院長。元タレント、「準ミス日本」受賞、日テレジェニックメンバー）
- 新藤加菜（港区議会議員）

## 脚註
1. ↑  “小学校の歴史”. 日本女子大学附属豊明小学校. 2022年1月21日閲覧。
2. ↑  歌人長塚節の実弟の養家先で、節も晩年滞在し、また節没後には通夜も営まれた。
3. ↑  “教育方針”. 日本女子大学附属豊明小学校. 2022年1月21日閲覧。